# ノーステイル
『ノーステイル』(NOSTALE)は、韓国のゲーム会社Entwellによって製作されたオンラインゲーム。種別としてはMMORPGに分類される。基本プレイ無料（アイテム課金制）。
日本においては株式会社ジャレコから2007年3月8日より、月額基本料金無料、アイテム課金方式による正式サービスが開始した。2009年8月27日には、ジャレコを買収したゲームヤロウ株式会社にサービスの完全移管が行われた。しかし、2013年12月1日にログイン中のユーザーが一斉にサーバから切断され、以降一切のログインが出来なくなる。その後、2014年2月2日にサービス終了および閉鎖の予告もないまま公式サイトも消滅し、同年5月28日に運営会社であるゲームヤロウの破産手続きの決定が伝えられた。
海外においては、韓国ではサービスが継続しており、ヨーロッパでもGameforgeによって運営され、Steamでの配信が決定している。

## ゲームシステム

### プレイヤーの主な行動
多くのMMORPGと同じく、ノーステイルにはプレイヤーの最終目標は無く、ゲームクリアの概念はない。基本的には「レベルを上げる」「ペットを育てる」「ゴールドを貯めて買い物をする」「ミニランドを構築する」「仲間とコミュニケーションをとる」「クエストをする」「モンスターと戦闘する」ことが全て。

### スペシャリスト
スペシャリストのクエストを終了すると、対象のスペシャリストのイラストの描かれたカードを入手することができる。このカードを装備することによって上位の職業に変身することができる。カードの種類にもよるが、基本的にHP・MPの何れかを消費している状態だと1秒に3ポイントずつSPを消費する。SPが0になると変身が解除されて、基本職に戻る。当然SPが回復するまでは再び変身することはできない。SPの回復はアイテムによるものや、日付の変更によって可能。

### ソロプレイ
誰とも協力せずに一人でモンスターを倒して、レベルを上げる。ソロプレイの場合は、一般的なコンピュータRPGと同様の感覚でモンスターを倒してレベルアップさせていく。ノーステイルにおいては、パーティプレイの利点が少ないことや、敵のPOPが遅いことなどから、ソロプレイが主体である。

### パーティプレイ
複数のプレイヤーが仲間となって協力してモンスターと戦う。ゲーム内に用意されているパーティシステムを利用して、1人から最大3人のパーティ（略称はPT）を組むことで、アイテムの拾得権利を共有することができる。経験値は強制的に均等分配される。メインクエスト・サブクエストに関わらずPT内で同じクエストを保有している場合は倒したモンスター数や取得したクエストアイテム数が全てのメンバーに対して加算される。一定の条件下でPTを組んでいる状態であれば、サブクエストをメンバーに対しても受けさせることができる。

### ファミリー
プレイヤー同士が集まって作る集団。所謂他MMORPGにおけるギルドのような組織。ファミリーシステムではファミリーメンバー間のみでチャットを行えたり、メンバーに対して役職等を割り振ることができる。ファミリーを設立する為には3人のパーティを組みパーティリーダーが20万ゴールドを持った状態で、エリル・カウンターに申し込む。メンバーの名声を上げることによってファミリーの等級が上がっていく。初期は最大メンバー数が20名だが、等級があがれば最大50名のファミリーにすることが可能。しかし7/31現在、最初から50名までのファミリーにすることが可能である。またファミリー専用狩場（デスゾーン）が存在する。

### ミニランド
各プレイヤーはミニランドと呼ばれるプライベート空間を持つことができる。ミニランド内には家・倉庫・花壇等様々なオブジェクトを設置することが可能である。これらのオブジェクトは倉庫以外は何の機能も持たないものばかりではあるが、ミニランドに友人を招くことができる為しっかりと整備しているプレイヤーも多い。同行していないペットやパートナーの待機場所でもある。

### 時空の石
個人又はパーティ専用のダンジョン。世界中の各地に存在し、入場する為には指定されているレベル以上の状態でいくつかの混沌の種を支払う。時空の石内ではミッションが発生し、定められた条件をクリアできなかった場合は失敗となる。ミッションに成功した場合は報酬がもらえる。

### フリーズメルトごっこ
正式サービス開始時点にて唯一の定期的に開催されるPvPイベント。ある程度レベルごとに分かれている。プレイ中にフリーズメルトごっこ開始のアナウンスがあり、参加を表明するとフリーズメルトごっこ専用マップに移動する。仲間以外のプレイヤーを全て倒し、最後まで生き残ると名声と報酬を得ることができる。一度目の死亡は、フリーズと呼ばれる状態になり移動・攻撃の行動ができなくなる。他のプレイヤーにメルトしてもらうことで再び戦闘に参加することになるが、何故かとどめをさしたプレイヤーがメルトすることはできない。メルトされた場合、メルトしたプレイヤーの仲間に組み入れられる。二度死亡するとそのプレイヤーだけ街に戻され、フリーズメルトごっこから除外される。

### 突発戦闘
一定のレベル範囲のプレイヤーが参加し次々と襲い掛かるモンスターを殲滅するイベント。プレイ中に突発戦闘開始のアナウンスがあり、参加を表明すると突発戦闘専用マップに移動する。最後まで生き残ると名声と報酬を得ることができる。死亡するとそのプレイヤーだけ街に戻され突発戦闘から除外される。時間帯によっては十分にプレイヤーが参加しない為、しばしば全滅することもある。

### レイド
最大15人までの遠征隊によるクエスト。レイドを開始するには、遠征隊の隊長となるプレイヤーが印章を使用し遠征隊員を募集、その後レイド待機マップより隊長がレイドマップへ侵入することで開始される。レイド中は時空の石と同じようにプライベートダンジョンになっていて制限時間が設けられ、ミッションをクリアするとボスのいるマップへ進入することができる。ボスを倒すとレイドが終了し、報酬として宝箱が入手できる。隊員が合わせて参加人数回数分+1回死亡（15人であれば16回目の死亡）、若しくは時間切れとなるとレイド失敗となる。

### デスゾーン
ファミリー専用の狩場。毎日19時か22時から2時間の間、狩りをすることができる。非常に強力な敵が出現するが、7/25より敵が弱体化した。残り30分になると、非常に強力な敵が出現するようになり、アイテムドロップが上昇する。ファミリーに加入してさえいれば入ることができ、決められた人数などは存在しない、ファミリー単位のインスタンスダンジョン。

## プレイヤーキャラクター
1アカウントにつき、同一サーバ内で3キャラクターまで作成することができる。

### レベル
プレイヤーキャラクターに2種類のレベルが設定されている。1つはキャラクター固有のレベルである戦闘レベル、もう1つは職業の習熟度を表す職業レベルである。戦闘レベルが上がると各種能力値が一定値上昇する。他MMORPGに見られるようなステータスポイントの割り振りは存在しない。職業レベルが上がると基本職については、CPと呼ばれるスキル取得に必要なポイントが上昇し、スペシャリストの場合は自動的にスキルを覚える。

### ステータス

#### スキル
MPを消費することによって繰り出すことのできる強力な攻撃や支援効果。ノーステイルではクールタイムが採用されており、使用後に一定時間が経過するまでは再使用できない仕組みになっている。強力なスキルほどクールタイムが長く設定されており、無闇に連打はできない。また、一部スキルには使用してから発動するまでの時間（詠唱時間）がある。スキルの種別は以下の通り。
ベーススキル
まずはベーススキルを取得する。取得には一定額のゴールドとCPが必要となる。
プラススキル
ベーススキル取得後に購入することで、そのスキルを強化することができる。取得には一定額のゴールドとCPが必要となる。
教育
常に効果を発揮するスキル。いわゆるパッシブスキル。取得には一定額のゴールドが必要となる主にステータスのアップなどである。
取得したスキルが不要になった場合は、購入額と同じ金額を払えば忘れることができる。忘れた場合はCPが返還される。このシステムはスキル編成を比較的自由にしていると言える。
スペシャリストのスキルはJOBレベルを上げることによって自動的に覚えていく。プラススキルは存在しない。

#### 属性
プレイヤーはフェアリーを装備することで属性を得ることができる。属性の優劣は以下の通り。
- 光⇔闇（お互いに200%の属性ダメージ分を追加）
- 火⇔水（お互いに100%の属性ダメージ分を追加）
- 火＞闇＞水＞光＞火（それぞれ優勢な属性が50%の属性ダメージ分を追加）
- 無属性に対しては常に30%の属性ダメージ分を追加

フェアリーもプレイヤーと共に育っていく。

## ノースメイト

### ペット
敵モンスターを捕獲スキルの使用によってプレイヤーの仲間にしたモンスター。捕獲するためには対象の自分よりレベルの低い敵モンスターのHPを半分以下に減らした状態で捕獲スキルを使用する。ペットにできるモンスターはコケッコ（鶏）・シープ系（羊）・トゲチュー系（鼠）・フォックス系（狐）等多種に渡るが、捕獲できないモンスターも存在する。捕獲したペットは共に戦い、レベルやステータスも存在する。自分よりレベルの高いペットを交換により入手してもミニランドから連れ出すことはできない。また、忠誠度が100を下回ると攻撃に参加しなくなり、0になると移動もしなくなる。

### パートナー
クエストによって仲間に加わるNPC。ペットとの主な違いは武器・防具を装備できること。但し、武器と鎧に関しては事前にパートナー用装備に変換しておく必要がある。
レイン
ミラノ村守備隊の1人。
ケビン
ロペロー親衛隊の1人。
ケン
護衛コボルト。
さくら姫
じゃじゃ丸くんの世界からなまず太夫によってノーステイルの世界へ連れ去られた。パートナーの中では唯一水属性を持っている。

## 職業
プレイヤーキャラクターの属性。キャラクターは通常いずれかの職業に属している。就いている職業によりキャラクターの特徴や弱点、使用できるスキル、装備できるアイテムが決定される。

### 基本職
通常時の職業。
冒険者
ゲームを新たに始める際には、「冒険者」の職業からゲームを開始する。戦闘レベル15・職業レベル20になると、各種職業に転職することができる。
剣士
主に剣を使用して戦う。他職業と比較すると圧倒的にHPが上昇する。遠距離攻撃は苦手だが、サブウェポンのボーガンを使用することである程度は可能。
アーチャー
主に弓を使用して戦う。基本8セルの射程をもつ遠距離攻撃が特徴。ダガーによる近距離攻撃も可能。
魔道士
通常攻撃もMPを消費する魔法攻撃となる。強力な攻撃魔法や回復魔法・支援魔法と様々な魔法が使用できるが、HPが少なく死に易い側面も持つ。

### スペシャリスト
カードを装備し、変身した状態の上位職業。現在、冒険者はスペシャリストに変身することができない。
ウォーリア（剣士専用）
火属性の攻撃を主とする。剣士のスキルをそのまま強化したようなものや、二つのスキルを足したようなスキルが多い。
ブレード（剣士専用）
水属性の攻撃を主とする。通常攻撃のクールタイムが0.4秒となっており、素早い攻撃を得意とする。
クルセイダー（剣士専用）
聖属性の攻撃を主とする。HPやMP、攻撃等級を上げるなど多少特殊な支援が多い。
バーサーカー（剣士専用）
闇属性の攻撃を主とする。自分の防御力やHPを減らす代わりに高い攻撃力を持つ。
グラディエーター（剣士専用）
火属性の攻撃を主とする。対人戦に特化したスキルが多い。
レインジャー（アーチャー専用）
水属性の攻撃を主とする。アーチャーをそのまま強くしたようなタイプである。
アサシン（アーチャー専用）
闇属性の攻撃を主とする。武器がダガーに代わり遠距離攻撃よりもトリッキーな動きを得意とする。
デストロイヤー（アーチャー専用）
火属性の攻撃を主とする。速度増加や高いクリティカル率などアーチャーに近いスキルを使う。
ワイルドキーパー（アーチャー専用）
光属性の攻撃を主とする。自分自身を強化するスキルに富む。
キャノンシューター（アーチャー専用）
火属性の攻撃を主とする。スキルの射程が長く範囲が広い。
レッドマジシャン（魔道士専用）
火属性の攻撃を主とする。攻撃魔法に特化した魔道士である。
ホリーメイジ（魔道士専用）
聖属性の攻撃を主とする。回復・支援魔法に特化した魔道士である。
ブルーマジシャン（魔道士専用）
水属性の攻撃を主とする。攻撃スキルが多く、その中でも大半のスキルに追加効果がある。
ダークガンナー（魔道士専用）
闇属性の攻撃を主とする。魔道士は現在、このスペシャリストによってのみ闇属性の攻撃を使うことが出来る。
ヴォルケーノ（魔道士専用）
火属性の攻撃を主とする。接近戦に富むスペシャリスト。自己強化や自分中心のスキルが多い。
パジャマ（職業制限無し）
スキルは全て動作だけのもので、戦闘的要素は皆無。しかし、かわいらしい外観であるため使用するプレイヤーは少なくない。
コココスチューム（職業制限無し）
こちらも、おまけ的要素の強い職業。移動速度が常に+2されるが、戦闘には向かない。
じゃじゃ丸くん（剣士・アーチャー・魔道士専用）
遠距離攻撃主体の忍者。パジャマやココに比べて実用度は高い。冒険者のままでは変身することができない。

### スペシャリスト強化
元々スペシャリストのレベルは20が上限だったが、2008年1月31日のアップデートによりスペシャリストのレベルの上限が99までとなった。レベル20以降はスペシャリストのジョブレベルが1上がる毎に3のステータスポイントを得る事が出来る様になった。このポイントにより攻撃力、防御力、属性気運、HPとMPの4つを強化する事が出来る。スペシャリストのステータスポイントは課金アイテム新生の奇薬でポイントを振り直す事が出来る。一つの能力値を上げ続ける事により別の能力が強化される事もある。
攻撃力
近距離、遠距離、魔法攻撃をした際のダメージ追加。
防御力
近距離、遠距離、魔法攻撃を受けた際のダメージを軽減。
属性気運
攻撃した際の属性気運をアップさせる。
HP/MP
HPとMPの最大値をアップさせる。

### スペシャリストカード強化
スペシャリスト強化と共に実装されたシステム。特定のアイテムとゴールドを消費する事により最大15段階までスペシャリストカードを強化する事が出来る、強化に成功する毎にスペシャリストに変身した際羽が付く。
霊魂消滅
スペシャリストカードの強化に失敗すると霊魂消滅状態になり、強化しようとしたスペシャリストカードに変身する事が出来なくなる。霊魂が消滅した際には霊魂の復活石で正常なカードに戻す事が出来る。0～9等級のカードは霊魂保護スクロールで、10～14等級のカードは英魂保護スクロールで霊魂消滅を防ぐ事が出来る。

## トピック
MMORPGでは一般的で大きな要素でもあるキャラクター作成の自由度の低さの貧弱さが挙げられる。課金アイテムの導入に伴い多少幅は広がったものの、個性を出すには程遠い状態である。装備によるグラフィックの変更もほとんどない上に装備アイテムにレベル制限がある為、同一レベル帯の同じ職業のプレイヤーは髪型・髪色以外ほぼ同じ外観になってしまう。
他のMMORPG同様、RMT、BOT・マクロ使用者、トレイン狩り等の問題点が挙げられる。但し、マクロ・BOT使用者に関してはジャレコの運営努力によって大多数が調査の上アカウント停止等の措置を取られており、運営に対するユーザ間の評価は非常に高い。特にユーザサポートおよびマクロ・BOTに対する措置の速度は特筆するものがあり、休日深夜であっても通報があれば即座に対応、15分以内には措置を済ませメールの返信が来ることもある。基本的に問い合わせの返信は1営業日以内に手書きで対応される。
2007年4月5日のアップデートでログイン後のサーバ選択にID・パスワードが不要となった為、ログインしなおしたときにクールタイムがリセットされる現象を利用したリログ狩りが問題となる。ノーステイルの強力なスキルは連発できないようにスキルによっては3分程度のクールタイムが発生するものがある。

## 日本での沿革
- βテスト
  - 2006年
    - 12月19日 - クローズドβテスト開始
    - 12月21日 - クローズドβテスト終了

  - 2007年
    - 1月23日 - オープンβテスト開始
    - 3月2日 - nProtectのテスト導入。当日中に多数のユーザから導入中止の要望があり、正式サービス時には導入されないことを発表。
    - 3月6日 - オープンβテスト終了
- 正式サービス
  - オープンβテスト時のデータはそのまま引き継がれる。
  - 2007年
    - 3月8日 - 正式商用サービスを開始。
    - 3月15日 - 課金アイテムの販売を開始。アイテム販売に関するポリシーを制定。ランダム的に価値の高いアイテムが当るギャンブル性の強いポイントアイテム（＜例＞ガチャガチャ）の販売は一切行わないことを宣言。
    - 3月20日 - 海外接続に関するポリシーを改定。海外からのゲームログインが2007年4月2日を目処にできなくなる。
    - 3月30日 - ノーステイル・ミーティングの開催を決定。ユーザーの生の声を聞く為にオフラインでのミーティングを行うと発表。第一回目の開催地は大阪。
    - 4月2日 - 拡声器の販売を2007年4月5日より一時停止。拡声器に対するチャットログのフィルタ機能が無いことで、全体チャットを望まないプレイヤーに対してもログが残るため。
    - 4月4日 - 第一回ノーステイル・ミーティングの応募が定員割れした為、2007年4月21日に延期。
    - 4月12日 - ラウルの贈り物イベント実施。
    - 4月18日 - 拡声器に対するチャットログのフィルタ機能実装とともに拡声器の販売を再開。
    - 4月21日 - 第一回ノーステイル・ミーティング開催。
    - 4月27日 - じゃじゃ丸くんクエスト実装。
    - 5月11日 - GMと行くレイドツアーイベント発表。5/14～5/18の各日にGM同行のレイドが開催される。
    - 5月23日 - 課金アイテムの追加。頭装備10種。
    - 5月24日 - MSNのニュース[4]・ Yahooゲームのニュース[5]に取り上げられ、一時的に新規プレイヤーが増加するも、BOTの増加も確認される。
    - 5月25日 - 不正ツール使用プレイヤーが増加している事実をジャレコが認める。
    - 6月1日 - セロインの片思いイベント発表。
    - 6月28日 -大規模アップデート実施。メインクエストACT2、デスゾーン、レインボークリスタル争奪戦などが実装された。
    - 7月26日 - オラのミニランドが一番さ！コンテスト発表。
    - 9月27日 - 課金アイテムのエレニアのメダル、冒険者のメダルの販売終了。
    - 10月4日 - メインクエストACT3実装。
    - 10月11日 - ラウルのやっぱり食欲の秋だよねイベント発表。
    - 10月18日 - 10月18日から11月1日まで課金ペット第1弾、剣闘士トリを販売。
    - 11月15日 - 新スペシャリスト（3次）のカードとクエストを実装。
    - 11月15日 課金アイテム追加。課金ペット第2弾ブラックトリ、深淵の目隠しA、深淵の目隠しB、深淵の目隠しCのみ11月15日から11月29日まで限定販売された。
    - 12月13日 - クリスマスイベントとしてサンタさんの素敵な贈り物と恐怖！スノーマスターがやってくるを発表。
    - 12月14日 - クリスマスイベントの前夜祭としてGMイベント、GMさんの落し物を発表。
    - 12月20日 - クリスマスイベント実装。

  - 2008年1月17日 - 新スペシャリスト（4次）のカードとクエストを実装。
  - 2009年8月27日 - 株式会社ジャレコからゲームヤロウ株式会社にサービスが完全移管。Act5 燃える剣を実装。
  - 2013年12月1日 - 全ユーザーがサーバから一斉に切断され、以降ログイン不可能となる。
  - 2014年
    - 2月2日 - 一切の告知なく公式サイトが消滅。いわゆる "夜逃げ" 状態のまま、事実上のサービス終了を迎える。
    - 5月21日 - 運営会社であるゲームヤロウが倒産[2]。